# Blåhaj
Blåhaj (a menudo tipografiado como BLÅHAJ, pronunciación en sueco: /ˈbloːhaj/, literalmente «tiburón azul») es un peluche creado y vendido por la empresa sueca IKEA. Se trata de un tiburón de color azul hecho de poliéster reciclado. El peluche se convirtió en un fenómeno de internet a partir del año 2014, y ganó popularidad en el 2020 como símbolo de la comunidad trans.

## Propiedades
Blåhaj es un peluche de un tiburón azul relleno de poliéster reciclado. Existen versiones de 100 y 55 cm.

## Producción y distribución
El peluche se lanzó en 2014 por la cadena de tiendas de muebles sueca IKEA. Una versión similar del mismo fue distribuida en 2010 bajo el nombre de Klappar Haj (en español: «tiburon acariciable»), y fue más tarde renombrada como Blåhaj.
A principios del año 2022, IKEA UK anunció a través de Twitter que daría fin a la producción de Blåhaj en abril de 2022. Otras fuentes confirmarían más tarde que el producto había sido eliminado o estaba fuera de existencias en las tiendas de China, Taiwán y Singapur. Esto suscitó una respuesta negativa en redes sociales, ante la cual diversas cuentas oficiales de otras regiones aseguraron que el producto seguiría en venta.

## Icono cultural

Bandera trans, que posee colores similares a los del Blåhaj

El año de su lanzamiento, 2014, el peluche ganó popularidad en la red social Tumblr. A menudo se compartían fotos del peluche en las que realizaba actividades de la vida cotidiana. Esta tendencia ganó de nuevo impulso en el año 2019.
Los primeros vínculos entre Blåhaj y la comunidad trans ocurrieron en 2020 después de que un usuario de Reddit creara un hilo titulado «Blåhaj is an ally» (en español: Blåhaj es un aliado). En el año 2021, con motivo del referéndum sobre el matrimonio igualitario realizado por el gobierno de Suiza, IKEA lanzó una campaña publicitaria a favor del mismo en la que se mostraban imágenes del peluche con el mensaje «matrimonio para todo el mundo».
En el año 2022, IKEA Canadá donó Blåhajs con el color de la bandera trans a pacientes del Centro de Salud Sexual de Halifax.